# Matadero de Ávila
El edificio del antiguo matadero de Ávila es un edificio construido en ladrillo de acuerdo con el proyecto del arquitecto Ángel Cossin, ubicado en la ciudad española de Ávila. Su construcción entre 1888 y 1890 en la proximidad del convento de la Encarnación, es consecuencia del lamentable estado de ruina en que se encontraba el antiguo matadero de la ciudad, construido junto a la puerta de la muralla de la Mala Ventura, antes conocida como puerta cerrada del matadero. 

## Edificio
Edificio neomudéjar, consta de una sala con un cuerpo central saliente adosado destinado a viviendas en la planta baja y depósito de pieles en el primer piso. 
Los huecos en fachada son curvos, se reducen a tres por cuerpo y se rematan en un medio punto. Los respiraderos superiores con formas romboidales. La fachada tiene una abertura claramente neomudéjar. La sección transversal muestra que en el edificio se alternan las armaduras tradicionales, con fuertes pendolones y el empleo de hierro en las galerías superiores. 
El 21 de julio de 2022 fue declarado bien de interés cultural, con la categoría de monumento, mediante un acuerdo publicado en el Boletín Oficial de Castilla y León el 25 de julio de 2022.